# Chambre nationale des experts spécialisés
La Chambre nationale des experts spécialisés (CNES) est un syndicat français regroupant des personnes hautement qualifiées dans le monde de l’art, diversement orientées vers des secteurs et des périodes déterminés. Le syndicat a pour mission de représenter l’ensemble des champs de l'expertise auprès des pouvoirs publics et du Ministère de la culture et d’apporter à ses interlocuteurs une garantie par les missions d’expertise qu’il remplit.

## Histoire
Fondée en 1967, la Chambre Nationale des Experts Spécialisés (CNES) est présidée par Jean Hekking, antiquaire à Nice, jusqu’en 1978.
Elle regroupait 147 adhérents en 1992 et 141 en 1996, pour la plupart implantés à Paris, exerçant les métiers de  libraires  et d'antiquaires.
Parmi ses 272 adhérents en 2020, des  antiquaires] spécialisés, restaurateurs, experts professionnels auprès de commissaires priseurs , conservateurs de musées,. 
La CNES  fournit ainsi une aide aux collectionneurs, un savoir-faire aux compagnies d’assurances et à leurs clients, une garantie aux officiers ministériels. Elle est présente sur les salons et expositions d’antiquités, auprès des  douanes et des tribunaux. 
La durée légale de la responsabilité de l’expert est de trente ans dans les opérations à l’amiable et de cinq ans en vente publique. 
La sélection de ses adhérents obéit à des critères rigoureux : expérience professionnelle, forte qualification, excellente renommée, sont exigées préalablement à l’examen d’admission au titre d’élève expert ; ces derniers obtiennent le titre d’expert membre après avoir passé avec succès un examen d’aptitude hautement qualifiant. Les membres s'engagent à respecter le code de déontologie.
En 1988, la CNES a créé avec le SFEP la Confédération Européenne des Experts d’Art (CEDEA) ; cette confédération regroupe plusieurs associations et syndicats d’experts. La présidence de la CEDEA est actuellement assurée par Armelle Baron, expert membre de la CNES.

## Organisation
La CNES est organisée sur le plan national en neuf régions, chacune d’elles étant placée sous la responsabilité d’un président. Présente sur l’ensemble du territoire français,, la CNES étend son réseau de compétences en comptant parmi ses adhérents des correspondants à l’étranger.

## Présidents
- Jean Hekking, Nice (1967-1978)
- Jean Bastian, Strasbourg (1978-1985)
- Louis Baumel, Montpellier (1985-1991)
- Henri Métais, Rouen (1991-1993)
- Henri-Claude Randier, Paris (1993-2001)
- Vincent de la Celle, Macôn (2001-2007)
- Jean-Michel Renard, Bellenaves (2007-2016)
- Geneviève Baume, Poitiers (2016-2019)
- Bertrand Malvaux, Nantes (2019-2025)
- Nicolas Bourriaud, Paris (depuis 2025)

## L’Institut de Formation CNES
L’Institut CNES a pour vocation la formation permanente de ses membres, pour le perfectionnement de leurs connaissances dans leur domaine, mais aussi par l’ouverture à tous les autres champs d’expertise que les autres membres ou experts externes peuvent partager. 
Être élève-expert de la Chambre ne confère pas le droit d’exercer comme Expert Membre. L’élève-expert doit participer aux différentes manifestations organisées par la Chambre (stages nationaux, animations régionales, conférences, visites de salons, etc.) avant de se présenter pour l’examen d’aptitude lui permettant d’obtenir le titre d’Expert Membre.